# Leon Kelly (cầu thủ bóng đá)
Leon Kelly (sinh ngày 26 tháng 6 năm 1978) là một cựu cầu thủ bóng đá người Anh thi đấu ở Football League cho Cambridge United. Chú của ông Tony cũng là một cầu thủ bóng đá.